# Проспект Ленина (Кемерово)
Проспе́кт Ле́нина в городе Кемерово — один из главных проспектов города самый длинный и самый широкий в городе — до 10 полос.

## Расположение
Проспект проходит с запада на восток и пересекает 3 района города: по чётной стороне Центральный, по нечётной до пересечения с Соборной улицей Заводский, и по нечётной после пересечения с Соборной улицей Ленинский район. Начинается от железнодорожного вокзала на Кузнецком проспекте, пересекает реку Искитимка и заканчивается в районе Комсомольского проспекта.
Проспект Ленина пересекает многие крупные улицы города, такими как ул. Дзержинского, ул. 50 лет Октября, Соборная ул., Пионерский бульвар, ул. Тухачевского, Волгоградская ул., бульвар Строителей, Ленинградский и Комсомольский пр., поэтому проспект является важной транспортной артерией города.

## Здания и учреждения
- Торговые предприятия: Променад № 1 и № 3, Семёрка, Проспект, несколько магазинов торговой сетей «Магнит», «Лента», «Пятёрочка», «Мария-Ра», «Ярче», «Бегемот».
- Гостиницы «Кристалл».
- ТРК «Зимняя вишня» (пр. Ленина, 35). В прошлом — Кемеровский кондитерский комбинат. 25—26 марта 2018 года в нём произошёл крупный пожар, унёсший более 60 жизней. Снесён в августе 2018 года. На его месте сооружён памятный сквер «Парк Ангелов», открытый 15 сентября 2019 года.
- Религиозные: Мечеть «Мунира».
- Политические: Кемеровский областной комитет КПРФ, Кемеровский штаб Навального.
- Транспортные: железнодорожный вокзал Кемерово.

## Объекты культуры
Кемеровский цирк, Кинотеатр «Юбилейный», Комсомольский парк, парк аттракционов «Антошка», парк Ангелов

## Транспорт
По проспекту Ленина идёт оживлённое движение. По нему проложено множество маршрутов общественного транспорта: автобусов. троллейбусов, трамваев, маршрутных такси.
На проспекте расположен Искитимский мост.